# CIELAB
Het CIELAB-systeem is een kleurruimte en is door de Commission Internationale de l'Eclairage CIE ontwikkeld.

## CIE-kleurordeningssysteem
In 1611 heeft de Zweedse monnik en astroloog Sigrid Aron Forsius een driedimensionaal kleurordeningssysteem voorgesteld, waar alle andere kleurordeningssystemen van zijn afgeleid. Dit primitieve model had een verticale as voor de helderheid, met zwart onderaan en een cirkel rond de as met de spectrale kleuren.
Het CIE-Systeem is gebaseerd op additieve kleurmenging. Op de hoekpunten van een gelijkzijdige driehoek bevinden zich de drie hoofdkleuren B (blauw, 435,8 nm), G (groen, 541,6 nm) en R (rood, 700 nm).
De door het CIE gebruikte tristimuluswaarden zijn gebaseerd op deze primaire kleuren. B = Z, G = Y, en R = X.
Elke kleur kan met unieke waarden van X, Y en Z weergegeven worden.
De meest gebruikte weergave van de kleur met X, Y en Z wordt gedaan met de coördinaten x, y en Y. Hierbij staat Y voor de helderheid van een kleur. De x en y leggen de kleurtoon vast. x en y worden als volgt berekend:
{\displaystyle x={\frac {X}{X+Y+Z}}}
{\displaystyle y={\frac {Y}{X+Y+Z}}}
Omdat bij de aanduiding met x, y en z aan de hand van de getallen moeilijk in te schatten is welke kleur je beschrijft, wordt vaak omgerekend naar L*a*b* waarden. Die omrekening staat beschreven in de CIE-normen en wordt daarom CIELAB genoemd.
L* is de helderheids-as, ze gaat van 0 (zwart) tot +100 (wit).
De a*-as gaat van (-)groen tot (+)rood.
De b*-as gaat ook van (-)blauw tot (+)geel.
De kleuren omvatten alle kleuren die we kunnen waarnemen/meten. Meestal worden de a*- en b*-as uitgedrukt met een schaalverdeling van -127 tot +127 (omdat dit het maximaal aantal digitale stappen zijn in een 8-bits getalnotatie). Feitelijk zou elke schaalverdeling gebruikt kunnen worden die men wenst, omdat het altijd een verwijzing is naar een bepaald 'gedeelte van het maximale'.
Met drie L*a*b*-assen die loodrecht op elkaar staan wordt dus een ellipsvormige ruimte beschreven waar alle kleuren in passen.
Bijvoorbeeld: -50 b* en +50 a* is paars, want ligt tussen blauw en rood.
De L-waarde geeft dan aan of het donker- of lichtpaars is.
Vergeet niet de sterretjes te vermelden. De Lab-ruimte zonder sterretjes is de beschrijving van de hunterlab-kleurruimte waarvoor andere omrekenregels van xyz naar Lab gelden.
Kleurverschillen worden berekend door de afstand tussen twee punten in de kleurruimte te berekenen. Dit is de vierkantswortel uit de som van de gekwadrateerde verschillen in L*a*b* waarden.

## Conversie van XYZ naar CIELAB en omgekeerd
Voor omrekening van XYZ naar CIE L*a*b* of CIELAB geldt het volgende:
{\displaystyle L^{*}=116\times ({\frac {Y}{Yn}})^{\frac {1}{3}}-16} voor {\displaystyle {\frac {Y}{Yn}}>0,008856}
{\displaystyle L^{*}=903,3\times {\frac {Y}{Yn}}}
{\displaystyle a^{*}=500\times (f({\frac {X}{Xn}})-f({\frac {Y}{Yn}}))}
{\displaystyle b^{*}=200\times (f({\frac {Y}{Yn}})-f({\frac {Z}{Zn}}))}
waar
{\displaystyle f(t)=t^{\frac {1}{3}}}
voor {\displaystyle t\geq 0.008856}, anders geldt:
{\displaystyle f(t)=7,787t+{\frac {16}{116}}}
Hier zijn Xn, Yn en Zn de tristimuluswaarden van de referentie wit.
De omgekeerde conversie (voor Y/Yn > 0,008856) is:
{\displaystyle X=Xn\times (P+{\frac {a^{*}}{500}})^{3}}
{\displaystyle Y=Yn\times P^{3}}
{\displaystyle Z=Zn\times (P-{\frac {b^{*}}{200}})^{3}}
waar
{\displaystyle P={\frac {L^{*}+16}{116}}}

## Conversie van XYZ naar CIELUV en omgekeerd
CIE 1976 L*u*v* (CIELUV) is direct gebaseerd op de CIE XYZ en een volgende poging om de waargenomen verschillen tussen kleuren te linealiseren. De niet-lineaire relatie voor L*, u*, en v*:
{\displaystyle L^{*}=116\times ({\frac {Y}{Yn}})^{\frac {1}{3}}-16}
{\displaystyle u^{*}=13\times L^{*}\times (u'-un')}
{\displaystyle v^{*}=13\times L^{*}\times (v'-vn')}
De waarden un' and vn' verwijzen naar de referentiekleur wit of de lichtbron; voor de 2° waarnemingshoek en lichtbron C, un' = 0.2009, vn' = 0.4610. De vergelijkingen voor u' en v' worden hier weergegeven:
{\displaystyle u'=4\times {\frac {X}{X+15Y+3Z}}=4\times {\frac {x}{-2x+12y+3}}}
{\displaystyle v'=9\times {\frac {Y}{X+15Y+3Z}}=9\times {\frac {y}{-2x+12y+3}}}
De omgekeerde conversie (u',v') naar (x,y) is:
{\displaystyle x=27\times {\frac {u'}{18u'-48v'+36}}}
{\displaystyle y=12\times {\frac {v'}{18u'-48v'+36}}}
De conversie van CIELUV naar XYZ gaat als volgt:
{\displaystyle u'={\frac {u}{13L^{*}}}+un}
{\displaystyle v'={\frac {v}{13L^{*}}}+vn}
{\displaystyle Y=({\frac {L^{*}+16}{116}})^{3}}
{\displaystyle X=-9\times Y\times {\frac {u'}{(u'-4)v'-u'v'}}}
{\displaystyle Z={\frac {9Y-15v'Y-v'X}{3v'}}}
primaire kleur · secundaire kleur · tertiaire kleur · complementaire kleur · kleurencirkel · partitieve kleurmenging · kleurcontrast · kleurtemperatuur

kleurcodering · kleurruimte · CIELAB · CMYK · HSL/HLS · HSV/HSB · HTML-kleuren · NCS · Pantone PMS · RAL · RGB · YIQ · YUV · YPbPr